# Józef Wybicki

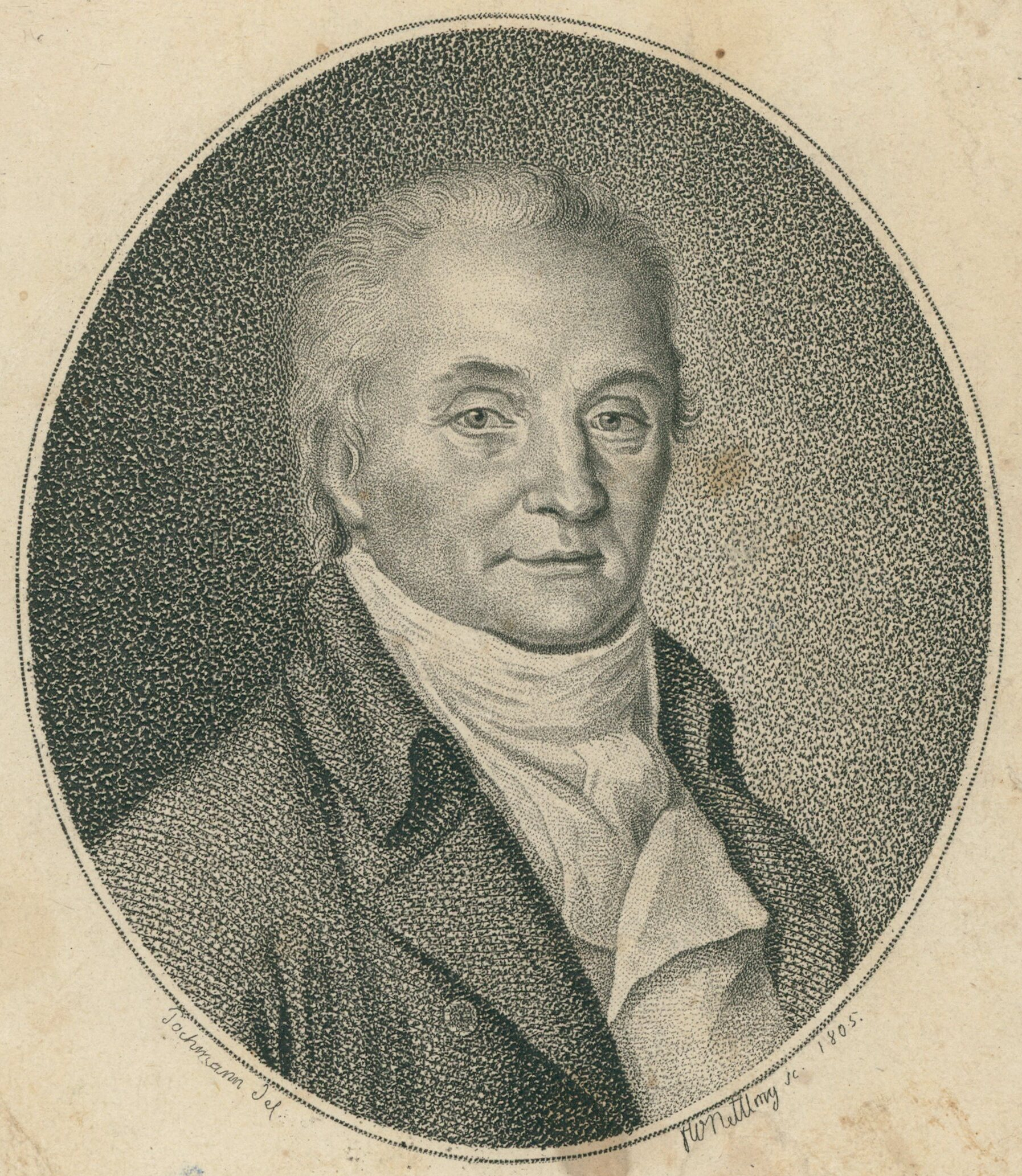
Józef Wybicki.

Józef Rufin Wybicki, född 29 september 1747 på godset Będomin invid Gdańsk, död 19 mars 1822, var en polsk politiker. 
Wybicki var medlem av riksdagen 1768 och inlade därvid högtidligen sitt veto mot de under ryskt inflytande fattade besluten samt måste undan ryssarnas hämnd fly till Ungern. Han anslöt sig samma år till konfederationen i Bar och var verksam för denna i Wien och Berlin. Hotad av ryska sändebudet, flydde han till Holland, men återvände till Warszawa efter Polens första delning (1772) och biträdde greve Andrzej Hieronim Zamoyski i utarbetandet av en ny lagbok samt uppträdde bland annat för avskaffandet av livegenskapen. 
Under Kościuszko-upproret 1794 var Wybicki med general Jan Henryk Dąbrowski i Storpolen, men måste efter ryssarnas stormning av Prag fly till Frankrike. Sedan hans gods blivit konfiskerade, bodde han i Wrocław, tills Napoleon I efter slaget vid Jena (1806) kallade honom och Dąbrowski till sig och gav dem i uppdrag att organisera en polsk här samt en polsk förvaltning. I det nyupprättade hertigdömet Warszawa var han senator-vojvod, och av Alexander I av Ryssland som var kung av Polen utsågs han 1815 till president i överdomstolen i Warszawa. Hans efterlämnade memoarer, Pamiętnikì, utgavs i tre band 1840–43, av greve Edward Raczyński.